# Allucius
Allucius va ser un príncep dels ibers que lluitava al bàndol dels cartaginesos durant la Segona Guerra Púnica.
Quan Publi Corneli Escipió Africà va conquerir Cartago Nova l'any 209 aC va fer presoners el seus habitants, entre ells una jove captiva d'extraordinària bellesa, la promesa d'Allucius.
El príncep iber va oferir a Escipió un gran rescat, però el romà, al veure l'amor que es professaven no va acceptar els tesors que li oferia i li va tornar la noia. Allucius, impressionat, es va passar amb el seu exèrcit al partit dels romans. Aquesta història l'expliquen Titus Livi, Polibi, Valeri Màxim i Sili Itàlic.

## El tema d'Allucius

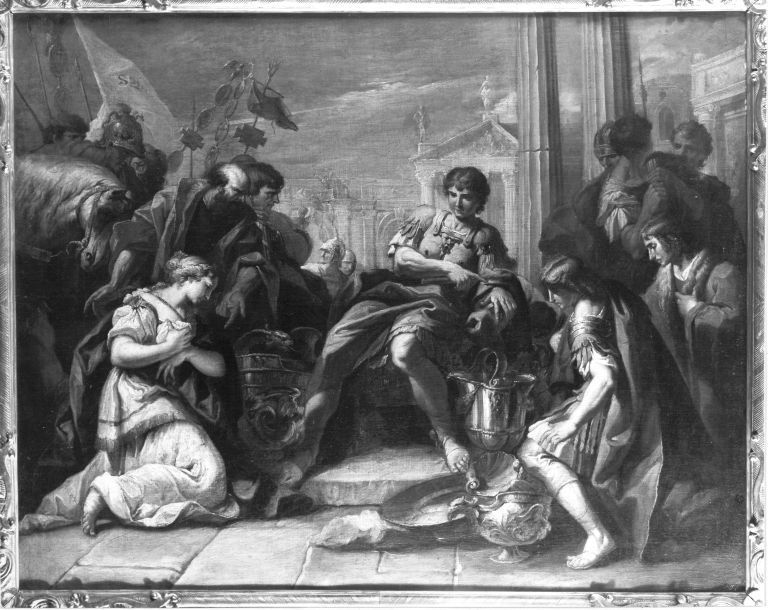
Sebastiano Ricci. La continència d'Escipió.

Aquesta anècdota va ser utilitzat per il·lustrar a la pintura europea la idea de la justícia o de l'indult. Els principals quadres amb aquest tema són:
- La continència d'Escipió per Niccolò dell'Abbate (1555), conservat al Louvre
- La continència d'Escipió per José-Marie Vien, emmagatzemat a Aix a Granetmuseu (una altra versió, 1767-1768, es guarda al castell reial de Varsòvia)
- La Continence de Scipion per François Lemoyne (1726), conservat en el Museu de Belles Arts de Nancy
- La continència d'Escipió per Pompeo Batoni (1771 o 1772), guardat a Sant Petersburg al Museu Hermitage
- Escipió rebent Allucius dibuix Victor Honoré Janssens, al Louvre
- La continència d'Escipió per Paul Chenavard (1848), conservat en el Museu de Belles Arts de Lió
- La Continència d'Escipió per Jean Germain Drouais (1784), conservat al Museu de Belles Arts de Rennes
- La continència d'Escipió per Gerbrand van den Eeckhout (1669), conservat al Museu de Belles Arts de Lilla
- La continència d'Escipió per Pietro Francesco Guala (1750), conservat a Beauvais al Museu del comtat de l'Oise.
- La continència d'Escipió, dibuix Lambert Lombard (1547) que es troba al Museu de Belles Arts de Rennes.
- La continència d'Escipió per Nicolaes Cornelisz Moeyaert (segle xvii), conservat al Museu de Belles Arts de Caen
- La continència d'Escipió per Giambattista Pittoni (1733), conservat al Louvre
- La continència d'Escipió, dibuix Nicolas Poussin (1645), conservat al Louvre
- La continència d'Escipió per Pieter Josef Verhaghen (1781), conservat al Museu de Belles Arts de Valenciennes
- La continència d'Escipió per Sebastiano Ricci (1706), conservat a l'Institut d'Art de Chicago
- La clemència d'Escipió per Michele Rocca (Parmigianino el Jove) (1720), conservat al Louvre
- La clemència d'Escipió tapís, de Giulio Romano (1688), conservat al Louvre